# Ànec de Finsch
L'ànec de Finsch (Chenonetta finschi) és un ocell aquàtic extint de la família dels anàtids (Anàtids) que va habitar els rius de Nova Zelanda.